# Sokrates Lagoudakis
Sokrates Lagoudakis (in greco Σωκράτης Λαγουδάκης; Creta, 1861 – Alessandria d'Egitto, 3 giugno 1944) è stato un maratoneta greco naturalizzato francese.

## Biografia
Partecipò alle gare di atletica leggera delle prime Olimpiadi moderne che si svolsero ad Atene nel 1896, nella Maratona, dove arrivò nono. Dal momento che ha vissuto a lungo in Francia (anche al momento delle Olimpiadi era in questo Stato), a seconda delle fonti è considerato greco o francese.
Lagoudakis, che combatté nella rivoluzione cretese del 1889, fu un medico militare nella Guerra greco-turca del 1897. In seguito andò in Egitto per combattere la lebbra, infettandosi egli stesso per curare meglio la malattia. Divenne noto come "l'uomo che non ha mai stretto la mano", e morì della stessa malattia che ha cercato di curare, ma solo all'età di 82 anni.